# Morristown (Tennessee)
Morristown es una ciudad ubicada en los condados de Hamblen y Jefferson en el estado estadounidense de Tennessee. En el Censo de 2010 tenía una población de 29.137 habitantes y una densidad poblacional de 402,44 personas por km².

## Geografía

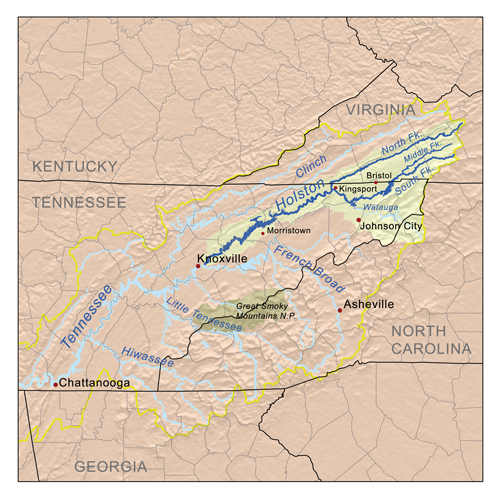
Mapa del río Holston —una de las fuentes del río Tennessee— en el que aparece Morristown

Morristown se encuentra ubicada en las coordenadas 36°12′14″N 83°17′48″O / 36.20389, -83.29667, a poca distancia al sur de la orilla izquierda o sur del río Holston —una de las fuentes del río Tennessee, que es afluente del Ohio, que a su vez, lo es del Misisipi. Según la Oficina del Censo de los Estados Unidos, Morristown tiene una superficie total de 72.4 km², de la cual 72.27 km² corresponden a tierra firme y (0.19%) 0.13 km² es agua.

## Demografía
Según el censo de 2010, había 29.137 personas residiendo en Morristown. La densidad de población era de 402,44 hab./km². De los 29.137 habitantes, Morristown estaba compuesto por el 0.08% blancos, el 0.01% eran afroamericanos, el 0.5% eran amerindios, el 0.86% eran asiáticos, el 0.15% eran isleños del Pacífico, el 0.01% eran de otras razas y el 2.73% pertenecían a dos o más razas. Del total de la población el 0.02% eran hispanos o latinos de cualquier raza.